# Lines, Vines and Trying Times
Lines, Vines And Trying Times es el cuarto álbum de estudio de los Jonas Brothers. Salió a la venta el 16 de junio de 2009 en Estados Unidos. El álbum recibió críticas mixtas de críticos y fanes. En su primera semana, el álbum vendió 247.000 copias, debutando en el número uno del Billboard 200. Fue su tercer y último álbum publicado bajo Hollywood Records, y el último antes de un hiato, que duró desde octubre de 2013 hasta marzo de 2019.

## Antecedentes
En una entrevista con Rolling Stone, Nick Jonas explicó el título, Lines, Vines and Trying Times como "un poco de poesía que se nos ocurrió en el plató para el programa de televisión". Sobre el significado, declaró: "Lines es algo que alguien te da, sea bueno o malo. Las vides son las cosas que se interponen en el camino que llevas, y los tiempos difíciles bueno, obviamente somos chicos más jóvenes, pero somos conscientes de lo que pasa en el mundo e intentamos aportar algo de luz". Para nosotros, este nuevo álbum, no diría que es un gran salto, pero definitivamente es una progresión en nuestra música y un crecimiento para nosotros. Tiene muchos más tipos de vientos y muchas más cuerdas". Añadió Joe Jonas, "hay algo más en la música que una típica canción de relaciones". 

## Promoción
Los Jonas Brothers estuvieron promocionando el álbum en su Gira mundial 2009 que comenzó el 18 de mayo de 2009 en Lima, Perú. El tema "Fly with Me" apareció durante los créditos finales de Noche en el Museo: Batalla del Smithsonian.  Organizaron tres chats en directo a través de Facebook (7 de mayo, 28 de mayo y 4 de junio) para promocionar el álbum.Los hermanos interpretaron canciones del álbum para un concierto Walmart Soundcheck que se publicó el 9 de junio de 2009. Actuaron en Good Morning America el 12 de junio de 2009 como parte de la serie de conciertos de verano de GMA. Radio Disney estrenó todas las canciones del álbum durante cuatro días, entre el 11 y el 14 de junio. El álbum completo se estrenó el 16 de junio de 2009. El 21 de junio de 2009, copresentaron y actuaron en los MuchMusic Video Awards de 2009. Los Jonas Brothers aparecieron en varios programas de televisión para promocionar el álbum, entre los que se incluyen: Live with Regis & Kelly, Late Show with David Letterman, Good Morning America, Jimmy Kimmel Live!, El Hormiguero, Larry King Live, The Today Show, Ellen y Late Night with Jimmy Fallon. El 9 de agosto de 2009, fueron los anfitriones de los Teen Choice Awards de 2009 junto con la interpretación de "Much Better".

## Sencillos
"Paranoid" fue lanzado como sencillo principal del álbum el 12 de mayo de 2009. Hollywood Records confirmó el 29 de abril de 2009 que el tema "Paranoid" sería el sencillo oficial del álbum. El 7 de mayo de 2009 la canción debutó en Radio Disney. Fue lanzada como sencillo oficial de radio el 8 de mayo de 2009 y como descarga digital el 12 de mayo. El vídeo musical fue dirigido por Brendan Malloy y Tim Wheeler. El vídeo musical de Paranoid se estrenó el 23 de mayo de 2009 en Disney Channel. Paranoid alcanzó el número 37 en la lista Billboard Hot 100.
"Fly with Me" se lanzó como sencillo el 9 de junio de 2009. La canción se utilizó por primera vez durante los créditos finales de la película Noche en el museo 2: La batalla del Smithsonian. El videoclip de la canción se estrenó en Disney Channel el 7 de junio de 2009. "Fly with Me" alcanzó el número 83 en la lista Billboard Hot 100, convirtiéndose en uno de los sencillos menos populares del grupo.

### Sencillos promocionales
"Keep It Real" fue lanzado como sencillo promocional el 6 de septiembre de 2009. Las críticas de la canción señalaron sus fuertes similitudes con la canción de Maxine Nightingale de 1975 "Right Back Where We Started From". La canción hizo parte de la banda sonora de la serie original de Disney Channel JONAS que ellos protagonizaron.

## Rendimiento comercial
Lines, Vines and Trying Times debutó en el número uno de la lista estadounidense Billboard 200 con 247.000 copias, convirtiéndose en el segundo álbum número uno de los Jonas Brothers en el país.  A fecha de marzo de 2015, el álbum ha vendido 757.000 copias en Estados Unidos.

## Lista de canciones
| N.º   | Título                                       | Escritor(es)                                                     | Duración |  |
| 1.    | «World War III»                              | Nick Jonas; Rhay                                                 | 3:12     |  |
| 2.    | «Paranoid»                                   | Joe Jonas; Kevin Jonas II; Nick Jonas, Cathy Dennis, John Fields | 3:38     |  |
| 3.    | «Fly with Me»                                | Joe Jonas; Kevin Jonas II; Nick Jonas; Greg Garbowsky; Rhay      | 3:54     |  |
| 4.    | «Poison Ivy»                                 | Joe Jonas; Kevin Jonas II; Nick Jonas; Greg Garbowsky            | 4:09     |  |
| 5.    | «Hey Baby»                                   | Joe Jonas; Kevin Jonas II; Nick Jonas; Michael B. Nelson         | 3:18     |  |
| 6.    | «Before The Storm» (con Miley Cyrus)         | Joe Jonas; Kevin Jonas II; Miley Cyrus; Nick Jonas               | 4:26     |  |
| 7.    | «What Did I Do To Your Heart»                | Joe Jonas; Kevin Jonas II; Nick Jonas                            | 3:17     |  |
| 8.    | «Much Better»                                | Joe Jonas; Kevin Jonas II; Nick Jonas                            | 4:34     |  |
| 9.    | «Black Keys»                                 | Nick Jonas                                                       | 3:48     |  |
| 10.   | «Don't Charge Me For The Crime» (con Common) | Joe Jonas; Kevin Jonas II; L. Lynn; Nick Jonas; Ryan Liestman    | 3:59     |  |
| 11.   | «Turn Right»                                 | Joe Jonas; Kevin Jonas II; Nick Jonas                            | 2:48     |  |
| 12.   | «Don't Speak»                                | Joe Jonas; John Fields; Kevin Jonas II; Nick Jonas               | 3:55     |  |
| 13.   | «Keep It Real» (De su serie JONAS)           | Joe Jonas; Kevin Jonas II; Nick Jonas                            | 2:51     |  |
| 47:35 |                                              |                                                                  |          |  |

| Limited Edition Fan Pack Bonus Tracks |                                        |          |  |
| N.º                                   | Título                                 | Duración |  |
| 13.                                   | «Paranoid» (Soul Seekerz radio edit)   |          |  |
| 14.                                   | «Paranoid» (Soul Seekerz club edit)    |          |  |
| 15.                                   | «Fly With Me» (Digital Dog radio edit) |          |  |

| Japanese Bonus Tracks |               |                                       |          |  |
| N.º                   | Título        | Escritor(es)                          | Duración |  |
| 14.                   | «Infatuation» | Joe Jonas; Kevin Jonas II; Nick Jonas | 3:43     |  |

Edición Limitada Fan Pack Bonus DVD
1. Exclusive Photo Shoot Video Montage
2. Preguntas y respuestas de los Jonas Brothers
3. Jonas Brothers Talk You Through The Album

- Vídeos musicales:

1. Paranoid (Music Video)
2. Paranoid (Making of the Video)
3. Paranoid (Versión Karaoke)
4. Fly with Me (Video Musical)
5. Fly with Me (Versión Karaoke)

## Recepción y crítica
Las reseñas del álbum fueron mixtas, tanto por parte de los críticos como de los fans, que dijeron que era "prematuro". Según el agregador de críticas Metacritic, el álbum ha recibido críticas mixtas o medias, con una puntuación de 56 sobre 100 puntos basada en 11 críticas. Allmusic nombró el "exceso de ideas y de producción" como los principales defectos del álbum, y señaló que la combinación del grupo de "pop adolescente que se inclina hacia los adultos en su sonido y forma" parecía sin esfuerzo en su anterior álbum, A Little Bit Longer, pero consideró que en Lines se "ven las costuras. " Greg Kot del Chicago Tribune afirmó que "la prisa por la madurez es, bueno, prematura", y añadió que "las cuerdas y los cuernos [. ..] sólo empantanan las cosas". Entertainment Weekly criticó "Don't Charge Me for the Crime, ", calificándola como "el equivalente sónico a ser apuntado por un bebé conejo", pero alabó "Black Keys" por ser la pista más honesta, añadiendo que "sus tranquilas pinceladas de desesperación adolescente trascienden fácilmente los motines de los delitos menores de Lines. " El New York Daily News criticó "World War III", diciendo, "suena como si acabaran de sacarse una hernia colectiva. "

## Posicionamiento y certificaciones
| País           | Lista                    | Posición | Ventas    | Certificaciones |
| -------------- | ------------------------ | -------- | --------- | --------------- |
| MUNDO          |                          |          |           |                 |
| Mundo          | Top 40 Álbumes           | 1        | 1 200 000 | —               |
| AMERICA        |                          |          |           |                 |
| Argentina      | Top (Quincenal) Álbumes  | 1        | 20 000    | Oro             |
| Brasil         | Top 30 Álbumes           | 1        | 30 000    | Oro             |
| Canadá         | Top 100 Álbumes          | 1        | 80 000    | Platino         |
| Estados Unidos | Billboard 200            | 1        | 610 000   | Oro             |
| Estados Unidos | Comprehensive Albums     | 1        | 610 000   | Oro             |
| Estados Unidos | Top Digital Albums       | 1        | —         | Oro             |
| México         | Top 100 Albums           | 1        | 40 000    | Oro             |
| México         | Top 20 Inglés            | 1        | 40 000    | Oro             |
| EUROPA         |                          |          |           |                 |
| Bélgica        | Top 100 Álbumes          | 16       | —         | —               |
| Dinamarca      | Top 50 Álbumes           | 28       | —         | —               |
| España         | Top 100 Álbumes          | 1        | 40 000    | Oro             |
| Finlandia      | Top 75 Álbumes           | 15       | —         | —               |
| Francia        | Top 150 Álbumes          | 17       | —         | —               |
| Holanda        | Top 100 Álbumes          | 21       | —         | —               |
| Irlanda        | Top 75 Álbumes           | 6        | —         | —               |
| Italia         | Top 50 Álbumes           | 6        | 40 000    | Oro             |
| Noruega        | Top 40 Álbumes           | 25       | —         | —               |
| Portugal       | Top 30 Álbumes           | 3        | 40 000    | Oro             |
| Reino Unido    | Compilation Albums Chart | 3        | 100 000   | Oro             |
| Suiza          | Top 100 Albums           | 46       | —         | —               |
| OCEANIA        |                          |          |           |                 |
| Australia      | Top 50 Álbumes           | 5        | 15 000    | —               |
| Nueva Zelanda  | Top 50 Álbumes           | 8        | —         | —               |

## Personal
Jonas Brothers
- Kevin Jonas II - guitarra principal, coros
- Joe Jonas - voz principal
- Nick Jonas - guitarras, voz principal, teclados, piano, glockenspiel, batería en "What Did I Do to Your Heart", "Hey Baby" y "Keep It Real"

Músicos adicionales
- John Fields - bajo, guitarras, teclados, programación, voces, percusión, guitarra barítono, talk box
- John Taylor - guitarra solista, voz
- Dorian Crozier - batería, percusión, programación
- Ken Chastain - percusión, programación, teclados
- Steve Lu - teclados
- Commissioner Mike - escáner de la policía en "Don't Charge Me for the Crime"
- Common - rap invitado en "Don't Charge Me for the Crime"
- Chris Beaty - solo de guitarra en "Much Better".
- Will Owsley - pedal steel y guitarra en "Turn Right"; mandolina y guitarra barítono en "What Did I Do to Your Heart"
- Stuart Duncan - fiddle en "Turn Right" y "What Did I Do to Your Heart"
- Greg Garbowsky - bajo en "What Did I Do to Your Heart"
- Jon Lind - guitarra acústica en "What Did I Do to Your Heart"
- Frédéric Yonnet - armónica en "What Did I Do to Your Heart"
- Bruce Bouton - pedal steel en "Before the Storm"
- Miley Cyrus - voz invitada en "Before the Storm"
- Millard Powers - guitarra acústica de 12 cuerdas en "Before The Storm"
- Michael Bland - batería en "Hey Baby" y "Paranoid"
- Jonny Lang - guitarra solista en "Hey Baby"
- Steve Roehm - vibráfono en "Paranoid"
- Cuerdas en "Black Keys", "Don't Speak", "Fly with Me" y "Before the Storm" arregladas y dirigidas por Steve Lu e interpretadas por Eric Gorfain, Daphne Chen, Radu Pieptea, Wes Precourt (violíns), Caroline Buckman, Briana Bandy (violas), Richard Dodd y Matt Cooker (violonchelos).
- Trompetas en "Much Better" y "Hey Baby" arreglada por Michael Nelson e interpretada por The Hornheads: Steve Strand (trompeta principal), Dave Jensen (trompeta), Michael Nelson (trombón), Kenni Holmen (saxofón tenor), Kathy Jensen (saxofón barítono).
- Horns en "Poison Ivy" arreglada por Ken Chastain e interpretada por Matt Darling (trombón), Joe Mechtenberg (saxofón), Zack Lozier (trompeta).
- Horns en "World War III" arreglada por Jerry Hey (trompeta), Gary Grant (trompeta), Dan Higgins (saxofón), Bill Reichenbach Jr. (trombón).
- Cuernos en "Keep It Real" arreglado por Steve Lu e interpretado por Dan Fornero (trompeta), George Stanford (trombón), Brian Gallagher (saxofón).

Producción
- John Fields - productor, ingeniero, mezcla
- Paul David Hager - mezcla, ingeniería adicional
- Will Owsley - ingeniería adicional
- Ken Chastain - ingeniería adicional
- Michael B. Nelson - ingeniería adicional
- Steven Miller - ingeniero de cuerdas
- Wesley Seidman - ingeniero asistente de cuerdas
- Dave McNair - masterización